# Im Rausch der Stille
Im Rausch der Stille ist ein Roman von Albert Sánchez Piñol, 2002 unter dem Titel La pell freda (wörtlich „Die kalte Haut“) im Verlag Edicions La Campana in Barcelona erschienen. 2005 erschien die deutsche Übersetzung von Angelika Maass im S. Fischer Verlag.

## Handlung
Der Roman erzählt die Geschichte eines irischen Freiheitskämpfers, der seinen Ausstieg aus dem Kampf sucht, indem er eine Stelle als Wetterbeobachter auf einer vermeintlich verlassenen Insel fernab aller Zivilisation und Verkehrswege im Südatlantik antritt. Dort trifft er auf seinen Vorgänger, Batís Caffó, der sich – seines Verstandes weitgehend beraubt – in einem Leuchtturm vor den nächtlichen Angriffen der sogenannten Froschkerle verschanzt hält. Diese werden vage als Menschen mit froschähnlichen Eigenschaften beschrieben. Auch der namenlose Protagonist flüchtet sich nach den ersten Attacken der Froschkerle aus seinem Wetterbeobachterhaus in den Leuchtturm und verteidigt sein Leben gemeinsam mit dem dumpfen Batís gegen die vielfache Übermacht der Frosch-Mensch-Wesen.
Der wütende Hass, den Batís für die Froschkerle empfindet, hindert ihn nicht daran, sich eines dieser Wesen, ein weibliches, als Hausdienerin zu halten und sich sexuell gefügig zu machen. Davon zunächst angewidert, beginnt schon bald auch der Protagonist seine sexuelle Lust mit dem dann so genannten Maskottchen auszuleben. Dabei entwickelt er eine diffuse Zuneigung zu dem Wesen, die freilich einseitig bleibt und ihn nicht daran hindert, es willkürlich zu misshandeln. Dennoch gelingt ihm im weiteren Verlauf der Handlung ein Perspektivenwechsel, und er sieht die Froschkerle nicht mehr als amorphe, hassenswerte Masse, sondern akzeptiert moralische Rechtfertigungen ihres Handelns. Verteidigen sie nicht einfach ihre Insel gegen die Eindringlinge, die mit Schusswaffen und Sprengstoff Hunderte von ihnen vernichtet haben? Ist es doch nicht gieriger Kannibalismus, sondern Kameradentreue, dass sie keine Gefallenen und Verwundeten auf dem Schlachtfeld zurücklassen?
Nachdem er die Kinder der Froschkerle kennengelernt und sich mit einem besonders angefreundet hat, es sozusagen adoptiert, ist er sich sicher, dass ein friedliches Zusammenleben mit den Froschkerlen möglich ist, und er sucht nach Wegen der Kommunikation. Ein von ihm „geopfertes“ Gewehr, für das es freilich ohnehin keine Munition mehr gab, wird offenbar als Friedensgeste akzeptiert, und die Aggressionen ebben ab. Bis Batís in einer Überreaktion erneut zur Waffe greift und schießt. Nachdem Batís, nun endgültig entrückt, den Schutz des Leuchtturms verlassen hat und der Rache der Froschkerle zum Opfer fällt, taucht ein neuer Wetterbeobachter auf, der zur Ablösung des Protagonisten auf die Insel gebracht wird. Die Eingangsszene, in der er auf einen offensichtlich verrückten Leuchtturmwärter gestoßen war, der sich später als der alte Wetterbeobachter entpuppt hatte, wiederholt sich. Nun ist es der Protagonist, der benebelt von Alkohol und Depression im Leuchtturm aufgefunden wird und die Insel nicht mit dem Schiff verlässt. Der neue Wetterbeobachter wird in der ersten Nacht angegriffen und sprüht – alle Intellektualität ablegend – vor Kampfesplänen, die „Haimenschen“ auszulöschen.

## Hörbuch
Bernd Michael Lade liest den Roman in deutscher Sprache als Hörbuch auf sechs CDs.

## Verfilmung
Der Roman wurde 2017 von Xavier Gens unter dem Titel Cold Skin – Insel der Kreaturen verfilmt.